# Кушилиш
Кушилиш (узб. Qoʻshilish) — стоянка первобытного человека эпохи мезолита, археологический памятник XII тысячелетия до н.э. Находится на территории современного Ташкента. Уникальная стоянка, наряду с пещерой Мачай, не имеющая прямой аналогии с более чем 200 стоянками первобытных людей обнаруженных на территории восточной части Средней Азии.
Изучение стоянки позволяет сделать вывод о непрерывном заселении территории современной Ташкентской области людьми, начиная с периода позднего палеолита.

## Расположение
Стоянка находится на территории массива Кушилиш города Ташкента на левом берегу канала Бозсу.

## Характеристика
Полевыми работами выявлен частично сохранившийся культурный слой, залегающий в лессовидном суглинке. Были обнаружены кремнёвые изделия, фрагменты костей животных, среди которых кости молодого одомашненного быка (по определению Р. К. Камбаритдинова). Среди найденных изделий: единичные равнобедренные треугольники на пластинах, лезвие кремнёвого ножа на отщепе, большое количество скребков на концевых и округлых отщепах, нуклеусы разной стадии раскалывания, затупленные пластинки, ножи, скребки и свёрла. 
Возраст стоянки был датирован Исламовым ранним мезолитом и отнесён к X—IX тысячелетиям до н.э. Позднее эта оценка была признана заниженной, по ряду признаков, таких как глубина залегания культурного слоя, классификация кремниевых изделий, наличие останков домашнего быка, который появился на территории Средней Азии в более поздний период; датировка стоянки была сдвинута ко времени позднего мезолита.
Несмотря на попытку Исламова связать стоянку с местными леваллуа-мустьерской и верхнепалеолитической культурами и даже выделить её в отдельный ташкентский тип; уникальность и немногочисленность обнаруженных находок не позволяют отнести Кушилиш ни к одному из известных типов стоянок.

## История открытия и изучения
Обнаружена археологом В. А. Захаревичем в 1966 году. Обследование стоянки было произведено в 1967 году У. И. Исламовым. 